# Ri Ki-yong

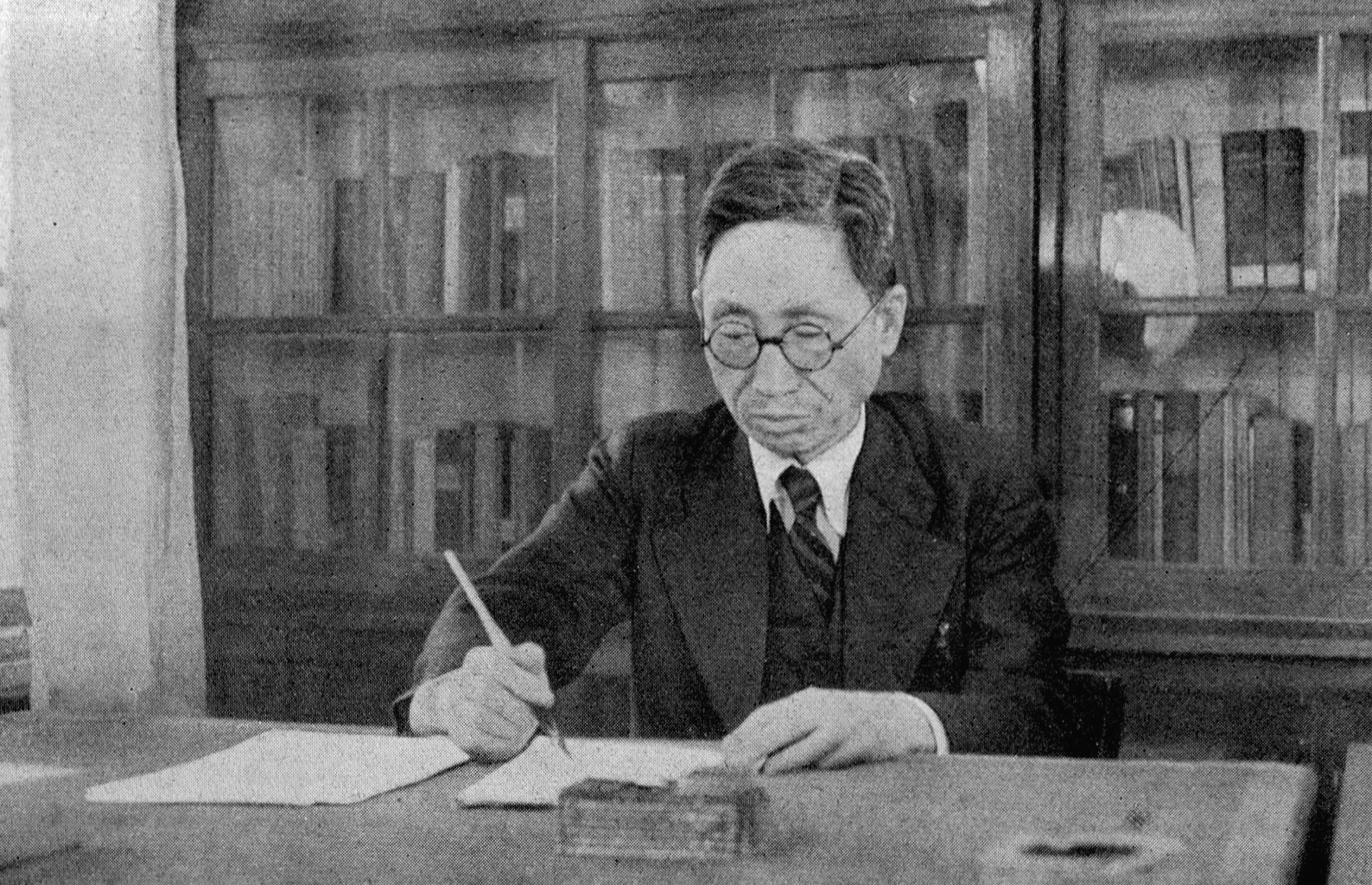
1946.

Ri Ki-Yong (리기영 Ri Ki-yong según la ortografía norcoreana; 이기영 Lee Ki-yong según la surcoreana) fue un novelista de Corea del Norte.

## Biografía
Ri Ki-Yong nació en Asan, provincia de Chungcheong del Sur, Corea. Escribió bajo el sobrenombre de Minchon. Fue a la Escuela Seiisku de inglés de Tokio, Japón. Trabajó como miembro de KAPF en 1925 y fue el organizador de la Federación de Escritores del Proletariado en Seúl, además de líder de la Federación de Literatura y Arte de Choseon del Norte. En 1926 trabajó como editor de Luz de Joseon (Joseon jigwang), un órgano del Partido Comunista Coreano y una publicación que promovía la literatura del proletariado. Pasó más de dos años en la cárcel.
Después de la Liberación de Corea, se fue a Corea del Norte, donde fue clave en la creación de una posición ortodoxa de la literatura de Corea del Norte. Falleció en agosto de 1988.

## Obra
Siendo uno de los escritores destacados de la literatura del proletariado, Ri Ki-yong, exploró las vidas miserables de los campesinos explotados por los terratenientes y oprimidos por el capitalismo colonial. "La inundación" (Hongsu) y "La caligrafía" (Seohwa) representan la quintaesencia de la "literatura campesina" y describen la realidad de las dificultades del campo a través de la perspectiva proletaria. "La caligrafía", en particular, hace una aguda observación de la naturaleza dual de los campesinos como parte de la clase proletaria, al mismo tiempo que de la clase propietaria.
Mientras que el debate sobre la literatura campesina y la época se centraba en definir las relaciones entre campesinos y el proletariado urbano, Ri Ki-yong sostuvo que los campesinos bajo el capitalismo colonial ya no eran una clase unificada. Sus obras identifican al campesinado extremadamente pobre, que posee una visión antiimperialista a través de sus experiencias de primera mano con los opresores, como los camaradas más adecuados del proletariado en la lucha de clases. Estos puntos de vista se pueden encontrar en su relato más destacado "Pueblo natal" (Gohyang), publicado por entregas en el periódico Chosun Ilbo. "Pueblo natal" (Gohyang), como "La tierra" (Heuk) de Yi Kwangsu y "El árbol de hojas perennes" (Sangnoksu) de Shim Hun, trata de intelectuales que vuelven a su ciudad natal para dedicar su vida al proyecto de educar a los campesinos oprimidos.

## Obras
- "La caligrafía" 〈서화〉
- "Lección humana" 〈인간수업〉
- "Pueblo natal" 〈고향〉1934
- "Tierra nueva" <신개지〉「新開地」
- "El suelo" 〈땅〉1949
- "El río Tumen" 〈두만강〉
- "La primavera"〈봄〉1940